# Zdeněk Helfert
Zdeněk Helfert (* 19. května 1946 Praha) je český fotograf.

## Život a tvorba
V roce 1965 absolvoval Střední průmyslovou školu grafickou v Praze a pokračoval studiem oboru fotografie na FAMU. Od poloviny 70. let jedno desetiletí pracoval jako fotograf Pražského střediska státní památkové péče a ochrany přírody (nyní Národní památkový ústav pracoviště Praha), v jehož archivu zanechal několik tisíc fotografií a negativů pražských památkových objektů a pražských archeologických výzkumů. Jeho fotografie mají kromě vysoké dokumentární hodnoty vždy také vysokou výtvarnou kvalitu.
Po odchodu ze zaměstnání pokračoval jako fotograf ve svobodném povolání. Soustředil se jednak na fotografování památkových měst a objektů (například Litomyšl, Kolínsko, Křivoklát, Kuks nebo ohrožené památky jihovýchodní Moravy) a na reprodukční fotografii grafických a archivních památek. Otiskoval je především v publikacích nakladatelství Paseka, ale je zastoupen v téměř padesáti titulech různých vydavatelství. Jeho fotografie dosud rotují na knižním trhu v opakovaných, často cizojazyčných vydáních knih. Dále fotografoval a dosud fotografuje přírodu (má rád klasickou černobílou fotografii), moderní umění, kuchyni a věnuje se reklamní fotografii různých témat. Je zastoupen také v kolektivních publikacích současné fotografie (např. O.K. Plan Architects z roku 2014).

## Publikace (výběr)
- Milan Špůrek: Praga mysteriosa, tajemství pražského slunovratu. Eminent Praha 1996
- D. Ž. Bor: František Antonín hrabě Špork, významný mecenáš barokní kultury v Čechách. Praha
- Dějiny zemí Koruny české 1,2, Nakladatelství Paseka Praha–Litomyšl
- Portmoneum – muzeum Josefa Váchala v Litomyšli. Nakladatelství Paseka Praha–Litomyšl 2003
- Václav Vokolek: Mezi nebem a zemí, poetické fotografie Zdeněk Helfert. Řevnice 2015

## Členství
- Rada sdružení České foto
- Asociace fotografů